# ماسانوبو ماتسونامي
ماسانوبو ماتسونامي (باليابانية: 松波 正信) (21 نوفمبر 1974 في غيفو في اليابان – )؛ هو لاعب كرة قدم ياباني سابق كان يلعب كمهاجم.

## وصلات خارجية
- ماسانوبو ماتسونامي على موقع الاتحاد الدولي (مؤرشف)  (الإنجليزية)
- ماسانوبو ماتسونامي على موقع رابطة كرة القدم اليابانية للمحترفين (اليابانية)
- ماسانوبو ماتسونامي على موقع قاعدة بيانات كرة القدم.إي يو (الإنجليزية)
- ماسانوبو ماتسونامي على موقع Soccerway.com (الإنجليزية)
- ماسانوبو ماتسونامي على موقع عالم كرة القدم.نت (الإنجليزية)
- ماسانوبو ماتسونامي على موقع كووورة
- ماسانوبو ماتسونامي على موقع أوليمبيديا (الإنجليزية)